# Queso Casín
El queso Casín es un queso con denominación de origen protegida que se elabora artesanalmente en los municipios de Caso, Sobrescobio y Piloña, en el Principado de Asturias (España). 
Es uno de los más antiguamente documentados en Asturias, ya que hay documentos del siglo XIV que lo mencionan. De elaboración compleja y prolongada, se hace a partir de leche cruda de vaca.  Este queso posee la denominación de origen protegida "Queso Casín"

## Zona geográfica
Los municipios que integran la denominación de origen protegida Queso Casín son: Caso, Sobrescobio y Piloña.
Se trata de un área de la montaña central oriental asturiana, característico paisaje de estrechos valles separados por amplias cresterías rocosas. Predominan las laderas de acusada pendiente. Las altitudes medias elevadas confluyen en una zona central deprimida y llana, integrante de la depresión prelitoral que atraviesa en dirección este-oeste y sirve de cauce al Piloña que junto al Alto Nalón constituyen los dos ríos más importantes del territorio. 
Es un territorio de clima oceánico salvo las cotas montañosas más altas, templado con lluvias suaves, pero persistentes durante todo el año, y una oscilación térmica moderada. Abundan las nieblas de estancamiento, lo que disminuye notablemente los días de insolación.
El paisaje vegetal viene determinado por la presencia de abundantes prados de siega y pastizales, además de la importante extensión de los bosques y áreas de matorral y afloramiento rocoso en las vertientes más abruptas. Las especies vegetales más interesantes que cubren las praderas y pastos pertenecen a las familias de las gramíneas y leguminosas.

## Elaboración
Para elaborar este queso, originariamente se utilizaba leche de vaca Asturiana de la montaña o Casina pero por escasear las vacas de esta raza actualmente se usan otras. La solicitud de la DOP indica que debe ser de vacas sanas de las razas Asturiana de la Montaña o Casina, Asturiana de los Valles, Frisona y sus cruces. Se calienta a una temperatura aproximada de 35 °C. Como cuajo se emplea leche de vaca recién parida, conservada durante ocho días en el butiellu, estómago de cerdo obtenido en la matanza. Este cuajo se añade a la leche, se revuelve y se deja en reposo hasta que comienza a formarse la cuajada. Una vez que se tiene la cuajada se pone a escurrir entre tres y seis días en un zube, un paño blanco, para que suelte el suero.
Una vez que ha perdido todo el suero se amasa y se sala dándole forma de gorollo, que son unos trozos compactos que se dejan reposar en un lugar fresco durante algunos días. Cuanto más tiempo se lo deje reposar el queso será más picante. Esta operación se repite varias veces en intervalos de una semana, ayudándose de un utensilio llamado máquina de rabilar y añadiendo a la masa trozos de queso muy curado, en el caso de querer conseguir un queso fuerte de sabor. El número de veces que se repita este proceso influye también en el sabor del queso, siendo más picante y fuerte cuantas más repeticiones.
La maduración del queso se realiza en locales bien ventilados, con una temperatura en torno a ocho grados centígrados y una humedad ambiental que ronda el 80%, durante unos dos meses. Es muy importante realizar un volteo diario que permita respirar y madurar la masa de forma homogénea y equilibrada.
La tradición obliga a darle forma definitiva al queso a mano, sin molde, marcándolo en la cara superior con un cuño de madera llamado marco, con el que cada artesano imprime su sello personal, grabando en una cara motivos florales, geométricos, símbolos o nombres del elaborador.

## Características
Es un queso con un gran contenido graso, mínimo del 45%. Tiene forma cilíndrico-discoidal irregular, con un peso de 250 a 1000 gramos. El aroma es fuerte y potente. Tiene un gusto fuerte y picante, aunque depende del proceso de elaboración, especialmente de las veces que se amase en la máquina de rabilar. El muy trabajado tiene sabor acre, picante, fuerte, difícil para paladares no habituados y posee el penetrante y rústico aroma de la mantequilla sazonada por el tiempo. El menos trabajado tiene los mismos sabores, aunque más rebajados en intensidad. En todo caso, sabor fuerte, amplio, persistente, picante y ligeramente amargo al final de boca, retrogusto fuerte. Presenta un color amarillo cremoso, con tonalidades blanquecinas y sin corteza.

## Certamen
El certamen del Queso Casín se celebraba tradicionalmente en la Collada de Arnicio el último fin de semana de agosto contando con una feria de expositores y concurso al mejor queso. Desde el año 2015 el certamen se celebra en Campo de Caso. La fiesta tiene consideración de Fiesta de Interés Turístico del Principado de Asturias.